# Eucalyptus gracilis
Eucalyptus gracilis är en myrtenväxtart som beskrevs av Ferdinand von Mueller. Eucalyptus gracilis ingår i släktet Eucalyptus och familjen myrtenväxter. Inga underarter finns listade i Catalogue of Life.